# Окин (Арканзас)
Окин (енгл. OKean) град је у америчкој савезној држави Арканзас.

## Демографија
По попису из 2010. године број становника је 194, што је 7 (-3,5%) становника мање него 2000. године.
| Група             | 2000.       | 2010.       |
| Белци             | 193 (96,0%) | 183 (94,3%) |
| Афроамериканци    | 0 (0,0%)    | 1 (0,5%)    |
| Азијати           | 0 (0,0%)    | 0 (0,0%)    |
| Хиспаноамериканци | 1 (0,5%)    | 0 (0,0%)    |
| Укупно            | 201         | 194         |